# Istituto di studi pirandelliani e sul teatro contemporaneo
L'Istituto di Studi Pirandelliani e sul Teatro Contemporaneo si trova in Via Antonio Bosio, 13 B - 00161 a Roma.

## Struttura e storia
L'Istituto ha sede in un appartamento situato all'interno di un villino dove Luigi Pirandello visse dal 1933 al 1936; qui sono conservati gli arredi, i quadri, i libri, i manoscritti ed altri oggetti originali appartenuti allo scrittore. In questa casa Luigi Pirandello ricevette la notizia del conferimento del Premio Nobel nel 1934.
Due anni dopo la morte dello scrittore, avvenuta il 10 dicembre 1936, gli eredi donarono allo Stato tutti i beni conservati nell'appartamento.
Nel 1962, su iniziativa di Umberto Bosco, fu fondato l'Istituto di Studi Pirandelliani e sul Teatro Contemporaneo, un'associazione culturale sovvenzionata dal Ministero per i Beni e le Attività Culturali, dalla Regione Lazio e dal Comune di Roma.
L'istituto è aperto dal lunedì al venerdì; per ogni informazione : www.studiodiluigipirandello.it.
La sede dell'Istituto di Studi Pirandelliani - Studio di Luigi Pirandello, oltre alla Biblioteca e Archivio Luigi Pirandello, all'Archivio Marta Abba, all'Archivio Ugo Betti, all'Archivio Alessandro d'Amico e alla Biblioteca di Franca Angelini, è dotata di una biblioteca specializzata.